# Sara (sèrie de televisió)
Sara és una sèrie de televisió estatunidenca del gènere western del 1976 protagonitzada per Brenda Vaccaro i centrada entorn d'una professora d'escola a Colorado a la dècada de 1870. Fou emesa el 13 de febrer al 7 de maig de 1976 a la CBS.
Quan va acabar Sara el 30 de juliol de 1976 es va emetre una pel·lícula de televisió, Territorial Men, compilada a partir de trossos de la sèrie setmanal.

## Repartiment
- Brenda Vaccaro…Sara Yarnell
- Bert Kramer…Emmett Ferguson
- Albert Stratton...Martin Pope
- William Phipps…Claude Barstow
- William Wintersole...George Bailey
- Mariclare Costello…Julia Bailey
- Louise Latham…Martha Higgins
- Kraig Metzinger…Georgie Bailey
- Debbie Lytton...Debbie Higgins
- Hallie Morgan...Emma Higgins
- Albert Henderson…Samuel Higgins

## Sinopsi
A la dècada de 1870, la jove professora escolar soltera, Sara Yarnell, decideix deixar enrere la seva vida avorrida i previsible a Filadèlfia, Pennsilvània, i traslladar-se a la frontera occidental, on pot afrontar nous reptes. Responent a un anunci del diari per a un professor, s'instal·la a Independence, Colorado, on es converteix en l'única professora d'una escola d'una sola habitació. Amb molta voluntat, lluita ferotge contra la ignorància i els prejudicis que troba a Independence, fins a la consternació d'alguns dels residents locals més conservadors, que havien pensat que aconseguien un professor escolar molt més passiu.
Ella també creu fermament que l'educació és una necessitat i un dret: una de les seves primeres accions després d'arribar a Independence és exigir nous llibres de lectura i una nova comuna per a l'escola, posant-la a l'abast dels residents locals que la veuen com un luxe innecessari. Les seves actituds i accions tenen efectes diferents sobre els habitants d'Independence. Ofenen la seva propietària, Martha Higgins, i obtenen respostes diverses dels membres del consell escolar Emmett Ferguson, Claude Barstow i George Bailey, que també és banquer a la ciutat. Tot i així, els seus principis i objectius reben l'aprovació de l'editor del diari de la ciutat, Martin Pope, i de l'amiga de Sara Julia Bailey, que també és l'esposa de George, així com de les estudiants de Sara, que inclouen les filles de Marta, Debbie i Emma i el fill de George i Julia, Georgie.

## Producció
Michael Gleason va crear Sara, i George Eckstein fou el productor executiu. Richard J. Collins va produir la sèrie. Entre els directors dels episodis hom pot comptar William F. Claxton, Lawrence Dobkin, Daniel Haller, Gordon Hessler, Alf Kjellin, Stuart Margolin, Leo Penn, Joseph Pevney, Michael Preece, Jud Taylor, i William Wiard. Entre els guionistes hi ha Gleason, Pietra Mazza, Robert Pirosh, Katharyn Michaelian Powers, Elizabeth Wilson, i Jerry Ziegman. Lee Holdridge va compondre el tema de la sèrie, "Sara's Theme."
Sara es basa en la novel·la The Revolt of Sarah Perkins de Marian Cockrell.
Brenda Vaccaro va rebre una nominació sl Primetime Emmy a la millor actriu en sèrie dramàtica pel seu paper a Sara.

## Emissió
Sara fou emesa per la CBS el 13 de febrer de 1976. Els seus ratis d'audiència foren molt baixos i va ser cancel·lada després de l'emissió del seu dotzè episodi el 7 de maig de 1976.
El 30 de juliol de 1976 CBS va emetre un telefilm, Territorial Men, compilat amb retalls de la gravació de la sèrie.